# Wim Tijl
Wim Tijl (Rotterdam, 1 april 1953) is een voormalig Nederlands voetballer. Hij stond onder contract bij FC Vlaardingen '74, Excelsior en SVV.

## Carrièrestatistieken
| Seizoen         | Club                | Land            | Competitie      | Competitie | Competitie | Beker | Beker | Internationaal | Internationaal | Overig | Overig | Totaal | Totaal |
| Seizoen         | Club                | Land            | Competitie      | Wed.       | Dlp.       | Wed.  | Dlp.  | Wed.           | Dlp.           | Wed.   | Dlp.   | Wed.   | Dlp.   |
| --------------- | ------------------- | --------------- | --------------- | ---------- | ---------- | ----- | ----- | -------------- | -------------- | ------ | ------ | ------ | ------ |
| 1970/71         | Fortuna Vlaardingen | Nederland       | Tweede divisie  | –          | 1          | 0     | 0     | 0              | 0              | 0      | 0      | –      | 1      |
| 1971/72         | Fortuna Vlaardingen | Nederland       | Eerste divisie  | –          | –          | –     | –     | 0              | 0              | 0      | 0      | –      | –      |
| 1972/73         | Fortuna Vlaardingen | Nederland       | Eerste divisie  | –          | –          | –     | 0     | 0              | 0              | 0      | 0      | –      | –      |
| 1973/74         | Fortuna Vlaardingen | Nederland       | Eerste divisie  | –          | –          | –     | 0     | 0              | 0              | 0      | 0      | –      | –      |
| 1974/75         | FC Vlaardingen '74  | Nederland       | Eerste divisie  | –          | –          | –     | 0     | 0              | 0              | 0      | 0      | –      | –      |
| 1975/76         | FC Vlaardingen '74  | Nederland       | Eerste divisie  | –          | –          | –     | 0     | 0              | 0              | 0      | 0      | –      | –      |
| 1976/77         | FC Vlaardingen '74  | Nederland       | Eerste divisie  | –          | 16         | –     | 0     | 0              | 0              | 0      | 0      | –      | 16     |
| 1977/78         | FC Vlaardingen '74  | Nederland       | Eerste divisie  | –          | –          | –     | 0     | 0              | 0              | 0      | 0      | –      | –      |
| 1978/79         | FC Vlaardingen '74  | Nederland       | Eerste divisie  | –          | 9          | 1     | 1     | 0              | 0              | 0      | 0      | –      | 10     |
| 1979/80         | Excelsior           | Nederland       | Eredivisie      | –          | –          | –     | 1     | 0              | 0              | 0      | 0      | –      | –      |
| 1980/81         | Excelsior           | Nederland       | Eredivisie      | –          | –          | –     | 0     | 0              | 0              | 0      | 0      | –      | –      |
| 1981/82         | SVV                 | Nederland       | Eerste divisie  | –          | –          | –     | 0     | 0              | 0              | 0      | 0      | –      | –      |
| Carrière totaal | Carrière totaal     | Carrière totaal | Carrière totaal | –          | –          | –     | 2     | 0              | 0              | 0      | 0      | –      | –      |